# この手のひらほどの倖せ
『この手のひらほどの倖せ』（このてのひらほどのしあわせ）は、2007年に出版された布施明作の童話。
元々は布施のコンサートで本人により朗読された作品であり、それが出版されるに至った。

## ストーリー
昭和33年、新潟県長岡で暮らす健一と龍二の幼い兄弟は、2人にとって親代わりの祖父を亡くす。2人の母親は龍二を産んですぐに亡くなり、父親は都会に出稼ぎに行ったまま行方知れず。天涯孤独となった2人は、池内が世話をする「希望苑」という児童福祉施設で暮らし始める。半年後、龍二は竹林家の雄三・郁子夫妻の養子として引き取られ、健一は中学卒業まで施設で暮らすことになる。
15年後、高校3年生になった龍二は、吹奏楽部の高校最後の演奏会に向けて練習の真っ最中。公演の告知を地元のFMラジオ番組に依頼すると、放送時に龍二宛に「希望の星」と名乗る人物から応援メッセージが読まれる。「希望の星」はどんな人かと、直接FM局を訪ねる龍二だったが、若い女性ということしか分からない。とにかく「希望の星」に元気づけられた龍二は練習に励み、公演を無事終える。
その頃、健一は鉄造が営む東京の工務店で、先輩の聡に教わりながら一人前の大工になるため日々汗を流していた。健一が、過去に父が送ってきた封筒から居場所の手がかりを考える。その様子を見た聡から、一つの可能性として長年連絡がないのは、既に亡くなっているのではと予想され、健一はショックを受ける。
ある日健一は、龍二に会いに新潟の竹林家を訪れると、養父母から、龍二が高校卒業後は印刷所を継ぐつもりだと聞かされる。養父母から大学に進学させてあげたいと頼まれて、願ってもない話に龍二に進学をするよう伝える。また、健一は龍二を引き連れて幼い頃に住んでいた実家を訪ね、施設に入った当時の思い出話をする。そして健一は、埋葬されたお寺から数日前に父の遺骨を譲り受けたことを龍二に報告する。
大学を受験することに決めた龍二は、養父母に負担をかけないために新潟の国立大学一本に受験を絞る。受験中に聞いたラジオ番組で「希望の星」から自分宛てに受験勉強の応援メッセージが読まれ、龍二はさらにやる気を出す。そんな矢先、鉄造から健一が仕事中に落下して危険な状態と電話で知り、養父母は東京に行くよう龍二に言う。しかし鉄造から健一がうわ言で「龍二、大学に行け」と言っているのを聞いた龍二は、養父母を説得して翌日からの受験を優先する。
大学受験を終えた龍二は、急いで病院にかけつけるが、意識がなく眠ったままの健一に再会する。健一を見つめる龍二の脳裏には幼い頃、健一と2人で勝手に施設を抜け出し実家に戻ろうとした時のことが蘇る。実家に帰る道中、静男というおじさんに出会い兄弟は、幼いながらも幸せについて考え始める。

## 映画
2010年に加藤雄大監督により『手のひらの幸せ』の題で映画化された。

### キャスト
竹林龍二（たつじ）
演 - 浅利陽介
長岡の高校に通う高校生。吹奏楽部に所属しフルートを担当。健一からは『たっちゃん』と呼ばれる。養父母である竹林夫妻を実の親のように想い、仲良く暮らしている。ながせによると成績は優秀で東京の難関大学に受かる実力があるとのこと。健一からプレゼントされた新しいフルートを大事にする。
幼少時代の龍二
演 - 西須隼太
4歳。坊ちゃん刈りのような髪型をしている。『希望苑』で暮らし始めて半年後、三条市に住む竹林家に養子として引き取られ大事に育てられる。
田中健一
演 - 河合龍之介
龍二の兄。東京在住で工務店で大工見習いとして働く。家族思いな性格で、15年前に出稼ぎに行ったまま行方知れずの父親を探している。また離れて暮らす龍二のことを気にかける。
幼少時代の健一
演 - 小川光樹
6歳。丸刈りの男の子。祖父が亡くなった直後、父親を待つため施設に入るのを拒んで実家にとどまろうとした。父親が帰ってくるかもしれないと幾度かの養子縁組の話を断り中学卒業まで『希望苑』で暮らす。

#### 龍二の関係者
竹林雄三
演 - 村田雄浩
龍二の養父。夫婦で印刷所を営む。成績優秀なのに自分たちに気兼ねして高校卒業後に印刷所を継ごうとする龍二に大学受験を勧める。
竹林郁子
演 - 生稲晃子
龍二の養母。『希望苑』にいた幼い龍二を養子として迎え入れ、それ以降実の親のように愛情を持って育てている。健一とは雄三と共に何度か会っていて親しくしている。
ながせ
龍二と同じ高校で吹奏楽部の部長。トランペットを担当。東京の私立大学を目指して受験する。田舎暮らしをつまらなく感じ東京に憧れを抱く。
吹奏楽部顧問
演 - 仲間由紀恵（友情出演）
龍二が所属する高校の吹奏楽部の教師。龍二のフルートの音色を気に入り、卒業後もフルートは続けてほしいと伝える。

#### 健一の関係者
森田聡
演 - 水元秀二郎
工務店で働く先輩。健一の兄貴分。子供の頃に両親を亡くしており、似たような境遇の健一に親しみを感じていつも気にかける。昭和30年代の中学卒業後から工事現場で働き出す。
椿鉄造
演 - 永島敏行
健一が働く工務店の経営者。健一と聡にとって父親のような存在。妻子がおり、健一、聡を自宅で居候させるなど仕事以外でも親身になって面倒を見ている。
近藤優子
演 - 菜葉菜
子供の頃に健一と同じ『希望苑』で育った若い女性。健一を「健にい」と呼んで慕い、働き出した後も仲間として親しくしている。おばの縫製工場で働くが、折り合いはあまり良くない。

#### 龍二が子供の頃に関わる人
池内敏夫
演 - 六平直政
『希望苑』という児童福祉施設の苑長。他の職員たちと共に身寄りの無い子どもたちを引き取って一緒に暮らして世話をしている。
『希望苑』の職員
演 - 黒坂真美
池内たちと共に子供たちの面倒を見る仕事をする。ある時健一と龍二が施設を抜けだしたため、心配して他の職員たちと共に近くを探し周る。
やまだのおばさん
龍二の実家の隣人。幼い健一と龍二が二人だけで実家で暮らそうとしたのを説得してやめさせる。兄弟と一緒に彼らの家のお墓の掃除などをする優しいおばさん。
本条静男
演 - 西田敏行
子供の頃の健一と龍二が出会った隣の地域のおじさん。当初兄弟が石を投げて自身の家の柿を盗もうとしたのを注意するが、事情を聞いて優しく接する。
本条恭子
演 - 角替和枝
静男の妻。お腹を空かせた健一と龍二のためにおにぎりを作って持たせる。

#### その他の主な人
かとうまこと
演 - さとちん（燕三条エフエム放送などに出演するDJ）
作中の新潟県の地元向けFMラジオ局のDJ。自身の番組のメッセージ紹介のコーナーで、『希望の星』と名乗る人物から届いた応援メッセージを読み上げる。
住職
演 - 佐藤ヒデアキ
とある寺の住職。健一の父が密かに亡くなった後、寺に埋葬されていたことを健一に伝える。
優子のおば
自身の縫製工場で優子を雇っている。『希望苑』にいた頃は連絡一つよこさなかったが優子が働ける年齢になった途端、突然引き取って働かせる。優子に冷たく当たる。
『希望の星』(ラジオネーム)
演 - 夏生さち
謎の若い女性。ラジオづてに『フルートのTさん』(龍二)に何度か応援メッセージを送る。

### スタッフ
- 原作：布施明(『この手のひらほどの倖せ』文藝春秋刊)
- 監督：加藤雄大
- プロデューサー：佐藤ヒデアキ
- 脚本：桑田健司
- 撮影：三栗屋博
- 編集：太田義則
- 美術：谷内邦恵
- 録音：小宮元
- 音楽：伊藤ひさ子
- 配給：ゴー・シネマ

### 劇中で使用される音楽
『マーチング・ファンタジア』
- 作曲：M.ムソルグスキー、P.デュカス、F.シューベルト、編曲：加藤政広

『アメージング・グレイス』
- 作曲：スコットランド民謡

『The Breath of Life』
- 作曲：栗原晋太郎

### 主題歌
『悲しみさえ』
- 作詞・作曲：平松新、唄：施鐘泰（JONTE）

## 出版情報
- ISBN 978 4163259000